# Simon Millerd
Simon Millerd (Saltspring Island, 1987) is een Canadese jazzmusicus, hij speelt trompet en is componist.

## Biografie
Millerd, die uit een muzikale familie komt, ging op zijn zesde piano spelen, op zijn elfde kwam daar de trompet bij. In 2008 ging hij naar Montreal, hij studeerde hier aan McGill University, tevens studeerde hij bij Chris McCann, Brad Turner, Dawn Hage en Jocelyn Couture. Hij speelde bij Nomad (meerdere albums), het kwintet van Emma Frank, het Isis Giraldo Poetry Project, Chronicle Infinitas en Kalmunity. In 2016 verscheen zijn eerste album onder eigen naam, met het trio van Pablo Held en gastmusici. Hij is te horen op platen van Thanya Iyer en Matthew Daher.
Millerd kreeg de Astral Artist Prize (2012), de CBC Galaxy Rising Star Award, de Yamaha Kando Award en de Amerikaanse National Foundation for the Arts Silver Award.

## Discografie (selectie)
- Lessons and Fairytales (2017, met Pablo Held, Robert Landfermann, Jonas Burgwinkel, alsook Jacob Wiens, Emma Frank, Mike Bjella, Ted Crosby)